# Theorema
Theorema là một chi bướm ngày thuộc họ Lycaenidae.